# Indústria fustera a Finlàndia

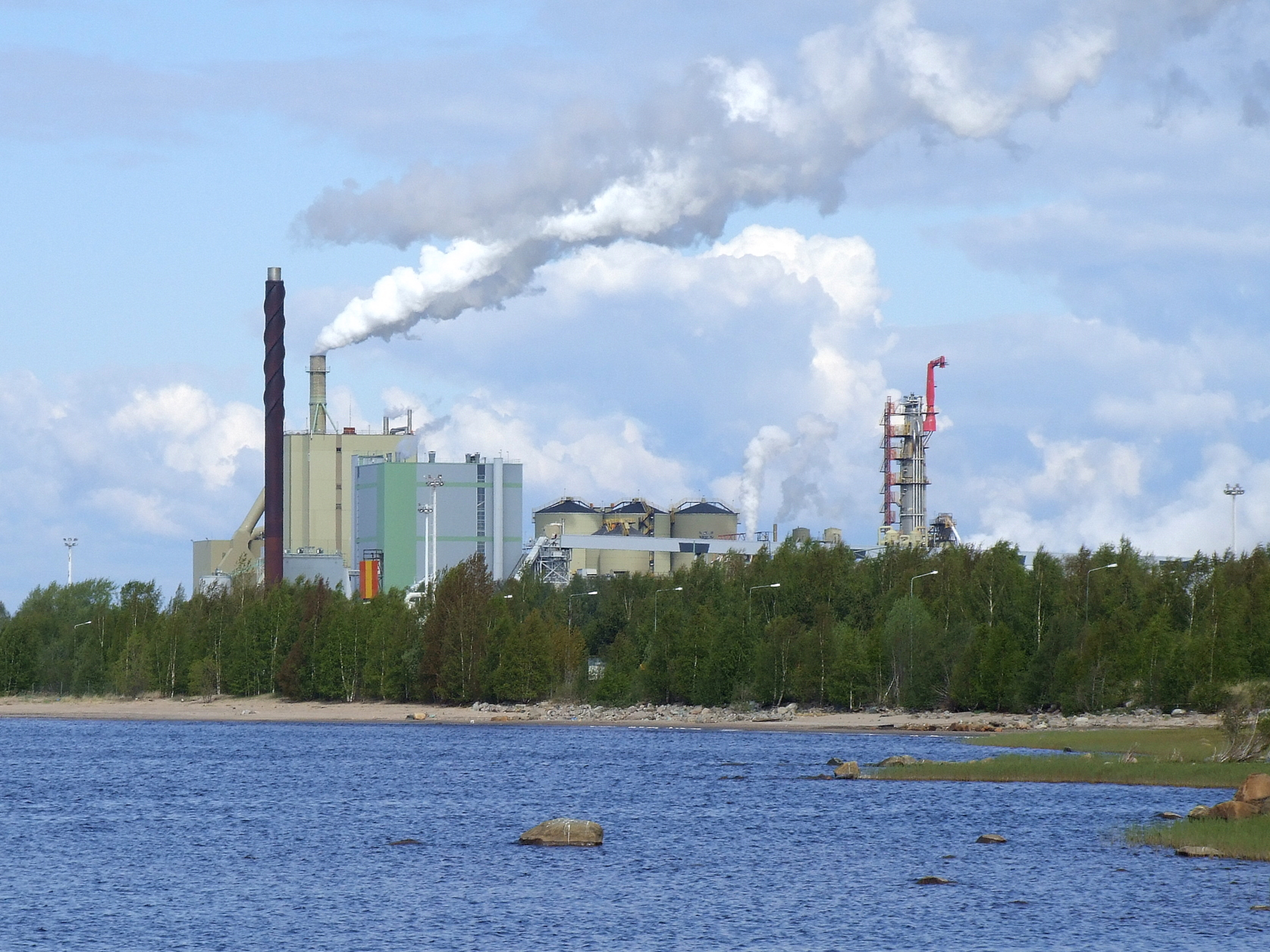
Fàbrica de paper de Stora Enso a Kemi (Veitsiluoto)

La indústria fustera a Finlàndia és un important sector de l'economia de Finlàndia que comprén el processament mecànic (fusta) i el químic (paper i polpa de cel·lulosa). Finlàndia és un dels majors productors de polpa, paper i cartó del món i un dels principals productors de fusta d'Europa. La indústria fustera genera uns 160.000 llocs de treball directes i indirectes a Finlàndia, i els seus efectes multiplicadors s'estenen àmpliament en la societat en el seu conjunt.
En 2014, el valor de la producció de la indústria fustera a Finlàndia, incloent la producció de mobiliari, va anar de 20.700 milions d'euros, o un 18 % de la producció total de la indústria a Finlàndia. La indústria fustera va emplear un 15 % de tots els treballadors del sector industrial del país i va suposar un 20 % de totes les exportacions de Finlàndia, la qual cosa va fer que fora la principal font d'ingressos de moltes de les seues regions.
El processament químic de la fusta produeix paper, cartó i polpa. Finlàndia compta amb 25 fàbriques de paper, 14 fàbriques de cartró i 15 fàbriques de polpa de cel·lulosa, que en 2014 van emplear 22.000 persones.
En quan al processament mecànic, les serradores són les majors ocupadores del sector. Encara que la producció està automatitzada en gran manera, cal treball manual en el treball de fusteria. La indústria fustera mecànica genera 26.000 llocs de treball a Finlàndia, als quals se sumen altres 9.000 en la fabricació de mobiliari. Hi ha unes 130 serradores industrials juntament amb altres empreses del sector dels productes de fusta.
Les majors empreses són Stora Enso, UPM-Kymmene i Metsä Board. Entre 2005 i 2015 van haver de prescindir de gairebé la meitat de la seua plantilla a causa de la reducció de la producció de paper. Les empreses tracten de créixer en el mercat dels materials de paqueteria i els productes químics derivats de la fusta.